# 和田治雄
和田 治雄（わだ はるお、1969年12月8日 - ）は、広島県出身のサッカー指導者。

## 来歴
神戸大学を卒業後、1993年にスロベニアへコーチ留学した。スロベニアサッカー協会プロライセンスを取得し、2005年にはUEFAプロライセンスを取得した（但し、日本サッカー協会公認S級コーチライセンスは取得していない）。
なお、コーチだけではなく通訳も兼ねており、1997年にはブランメル仙台（現：ベガルタ仙台）でブランコ・エルスナーの、2002年から2004年は名古屋グランパスエイトおよび仙台でズデンコ・ベルデニックの通訳を務めた。
2009年にMIOびわこ滋賀の監督に就任したが、2011年10月に成績不振で監督解任となった。2012年からアルビレックス新潟のトップチームコーチに就任。
2016年、FC大阪の監督に就任した。就任初年度の2016年は5位、2017年は4位、2018年は2位と年々順位を上げている。
2022年、なでしこリーグ・バニーズ群馬FCホワイトスターの監督に就任した。同年6月29日、解任。
2023年、オルカ鴨川FC U-18/U-15の監督に就任した。
2025年、レイラック滋賀FCのヘッドコーチに就任した。

## 学歴
- 広島県立廿日市高等学校
- 神戸大学

## 指導歴
- 1995年  NK JEZICA U-12アシスタント、U-14監督
- 1996年  NK JEZICA U-16アシスタント
- 1997年  ブランメル仙台 コーチ兼通訳
- 1998年  神戸大学サッカー部 ヘッドコーチ
- 1999年  名古屋グランパスエイト 育成普及部コーチ
- 2000年 - 2001年  常葉学園橘高等学校サッカー部 ヘッドコーチ
- 2002年 - 2003年8月  名古屋グランパスエイト コーチ兼通訳
- 2003年9月 - 2004年  ベガルタ仙台 コーチ兼通訳
- 2005年 - 2008年  ガンバ大阪 コーチ
- 2009年 - 2011年10月  MIOびわこ滋賀 監督
- 2012年 - 2015年  アルビレックス新潟 コーチ
- 2016年 - 2019年  FC大阪 監督
- 2020年 - 2021年  JAPANサッカーカレッジ 監督
- 2022年  バニーズ群馬FCホワイトスター 監督
- 2023年 - 2024年  オルカ鴨川FC U-18/U-15 監督
- 2025年 -  レイラック滋賀FC ヘッドコーチ